# 深田駅
深田駅（ふかたえき）は、愛媛県北宇和郡鬼北町内深田にある、四国旅客鉄道（JR四国）予土線の駅である。駅番号はG41。

## 歴史
- 1914年（大正3年）10月18日：宇和島鉄道の駅として開業[1]。
- 1933年（昭和8年）8月1日：宇和島鉄道が国有化[1]。
- 1970年（昭和45年）6月1日：貨物取扱を廃止[1]。
- 1971年（昭和46年）11月8日：荷物扱いを廃止[1][2]。無人駅となる[3]。
- 1987年（昭和62年）4月1日：国鉄分割民営化によりJR四国に継承[1]。

## 駅構造
単式ホーム1面1線を有する地上駅。無人駅であり、出目駅や大内駅などと同様のデザインの待合室が設置されている。かつては駅舎を有していたため、駅前にはその跡が残る。

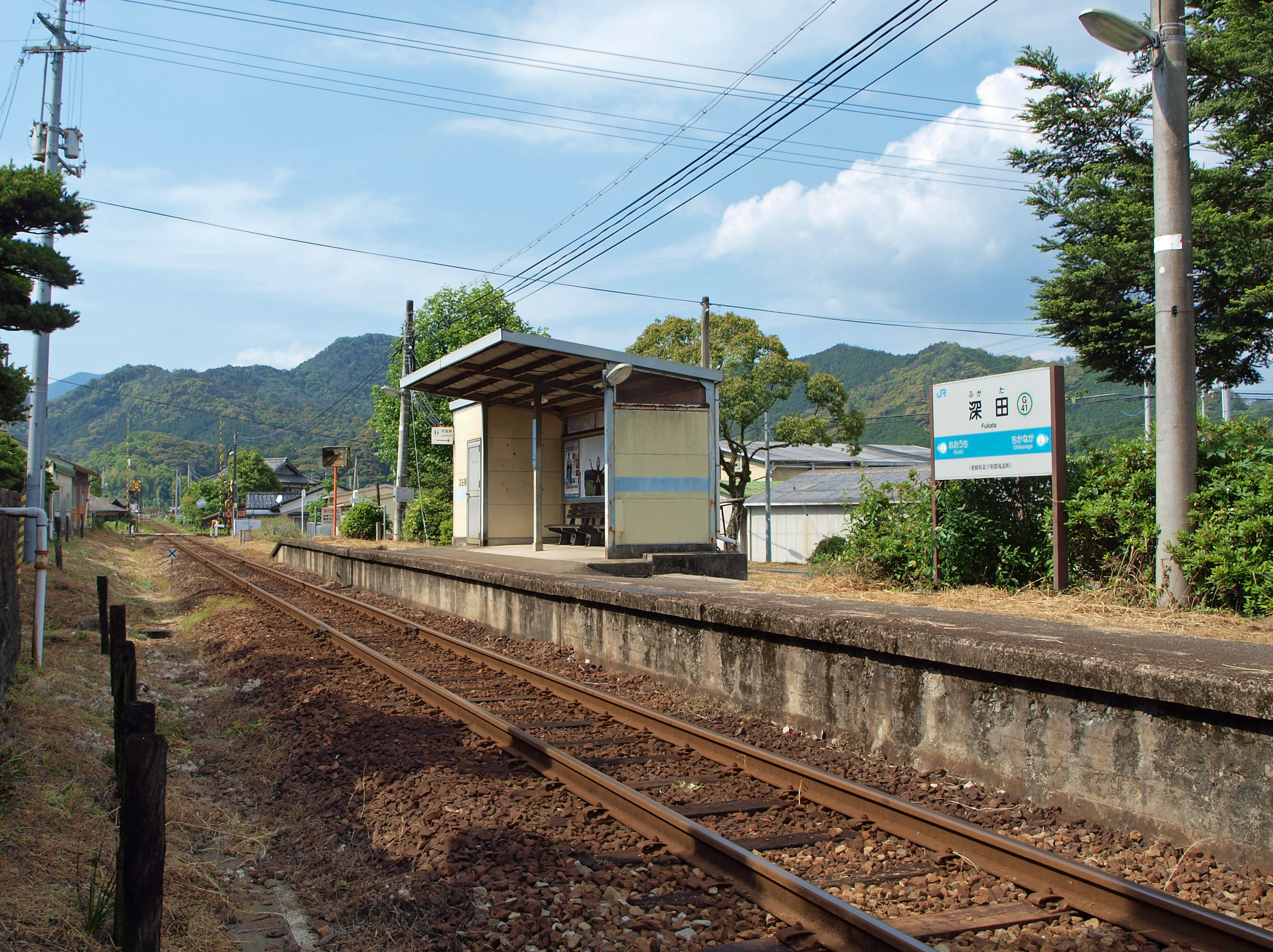
ホーム（2010年5月）

## 利用状況
1日の平均乗降人員は以下の通りである。
| 1日乗降人員推移 | 1日乗降人員推移 |
| 年度            | 1日平均人数     |
| --------------- | --------------- |
| 2011年          | 14              |
| 2012年          | 14              |
| 2013年          | 16              |
| 2014年          | 14              |
| 2015年          | 18              |
| 2016年          | 18              |
| 2017年          | 16              |
| 2018年          | 12              |
| 2019年          | 12              |
| 2020年          | 10              |
| 2021年          | 8               |
| 2022年          | 14              |

## 駅周辺
- 鬼北町立好藤小学校
- 愛媛県道283号広見吉田線
- 三間川

## 隣の駅
四国旅客鉄道（JR四国）
■予土線
近永駅 (G40) - 深田駅 (G41) - 大内駅 (G42)